# Vikings a Estònia

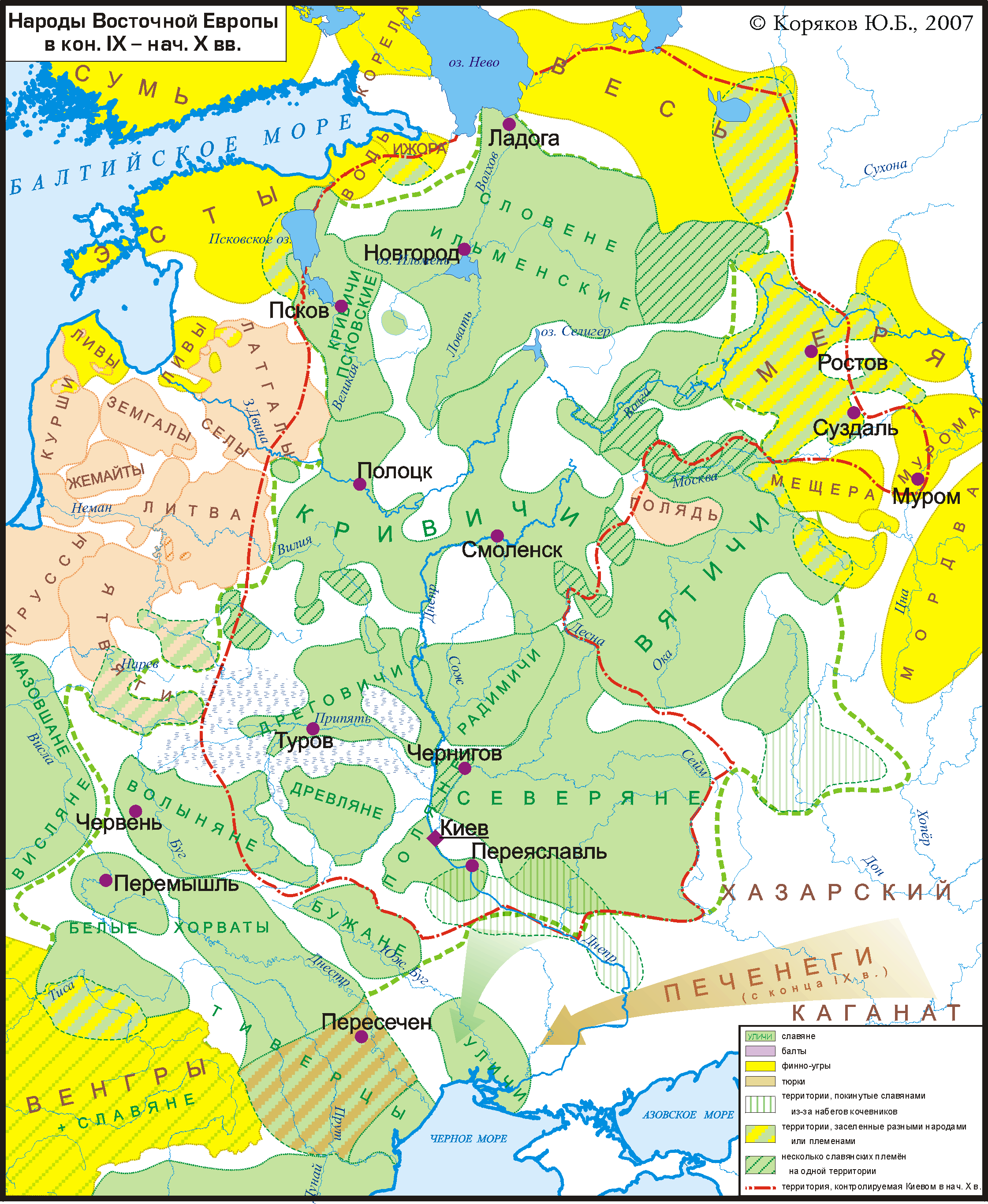
Les àrees d'assentament de les tribus fino-úgriques (groc), bàltiques (taronja) i eslaves (verd), als segles IX-X.

Ledat vikinga en Estònia va ser un període en la història d'Estònia, part de l'era vikinga (793–1066 dC). No era un país unificat en aquell moment, i l'àrea de l'Antiga Estònia estava dividida entre regions vagament aliades. Va ser precedida per les edats del bronze i del ferro inicial a Estònia, durant les quals s'havia desenvolupat una societat agrària, el període de les migracions (450–550 dC) i el període previ a l'edat vikinga (550–800 dC), amb l'edat vikinga pròpiament dita que va durar entre el 800 i el 1050 dC. Sovint es considera part del període de l'edat del ferro que va començar al voltant del 400 dC i va acabar al voltant del 1200 dC. Algunes cròniques sueques del segle XVI atribueixen el Saqueig de Sigtuna el 1187 a atacants estonians.
La societat, l'economia, l'assentament i la cultura del territori del que avui és el país d'Estònia s'estudien principalment a través de fonts arqueològiques. Es veu que l'època va ser un període de canvis ràpids. La cultura camperola estoniana va sorgir a finals de l'edat vikinga. La comprensió general de l'edat vikinga a Estònia es considera fragmentària i superficial, a causa de la limitada quantitat de material font supervivent. Les principals fonts per a la comprensió del període són restes de les granges i fortaleses de l'època, cementiris i una gran quantitat d'objectes excavats.
El paisatge de l'Antiga Estònia presentava nombrosos castres, alguns castres posteriors a Saaremaa fortament fortificats durant l'edat vikinga i fins al segle XII. Les àrees del nord i l'oest d'Estònia van pertànyer a l'esfera cultural escandinava durant l'edat vikinga. Hi havia diversos llocs portuaris prehistòrics tardans o medievals a la costa de Saaremaa, però no se n'ha trobat cap prou gran per ser centres de comerç internacional. Les illes estonianes també tenen diverses tombes de l'edat vikinga, tant individuals com col·lectives, amb armes i joies. Les armes trobades a les tombes estonianes de l'edat vikinga són comunes als tipus trobats a tot el nord d'Europa i Escandinàvia.

## Fonts escrites

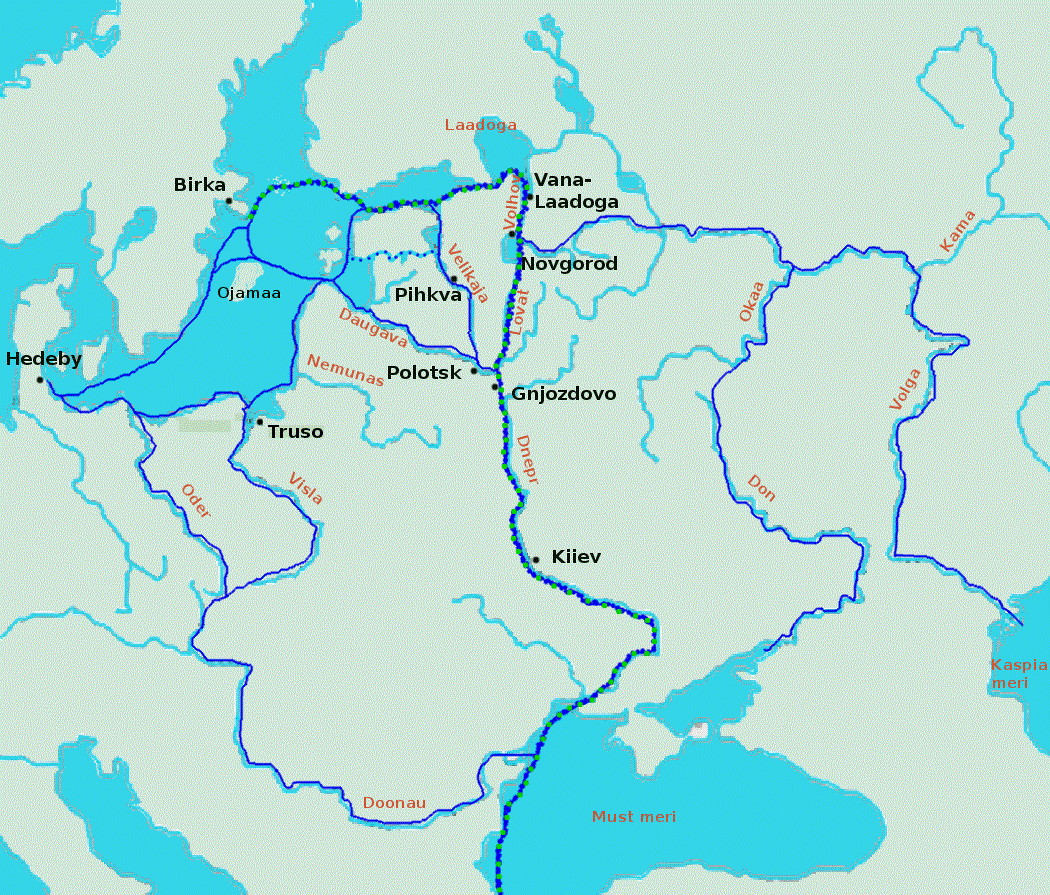
Ruta comercial dels varegs als grecs

## Arqueologia

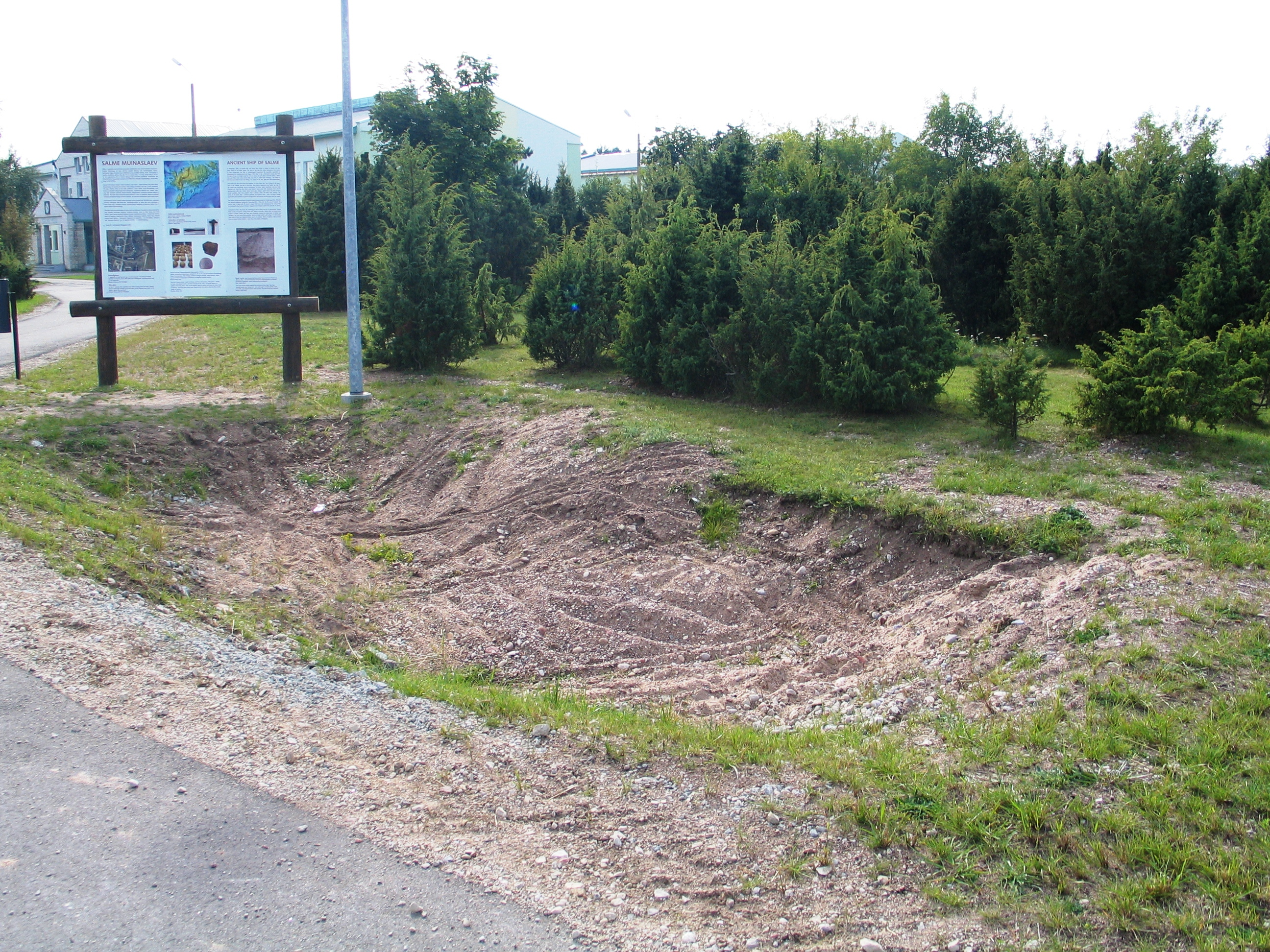
El lloc d'un dels vaixells de Salme excavats.

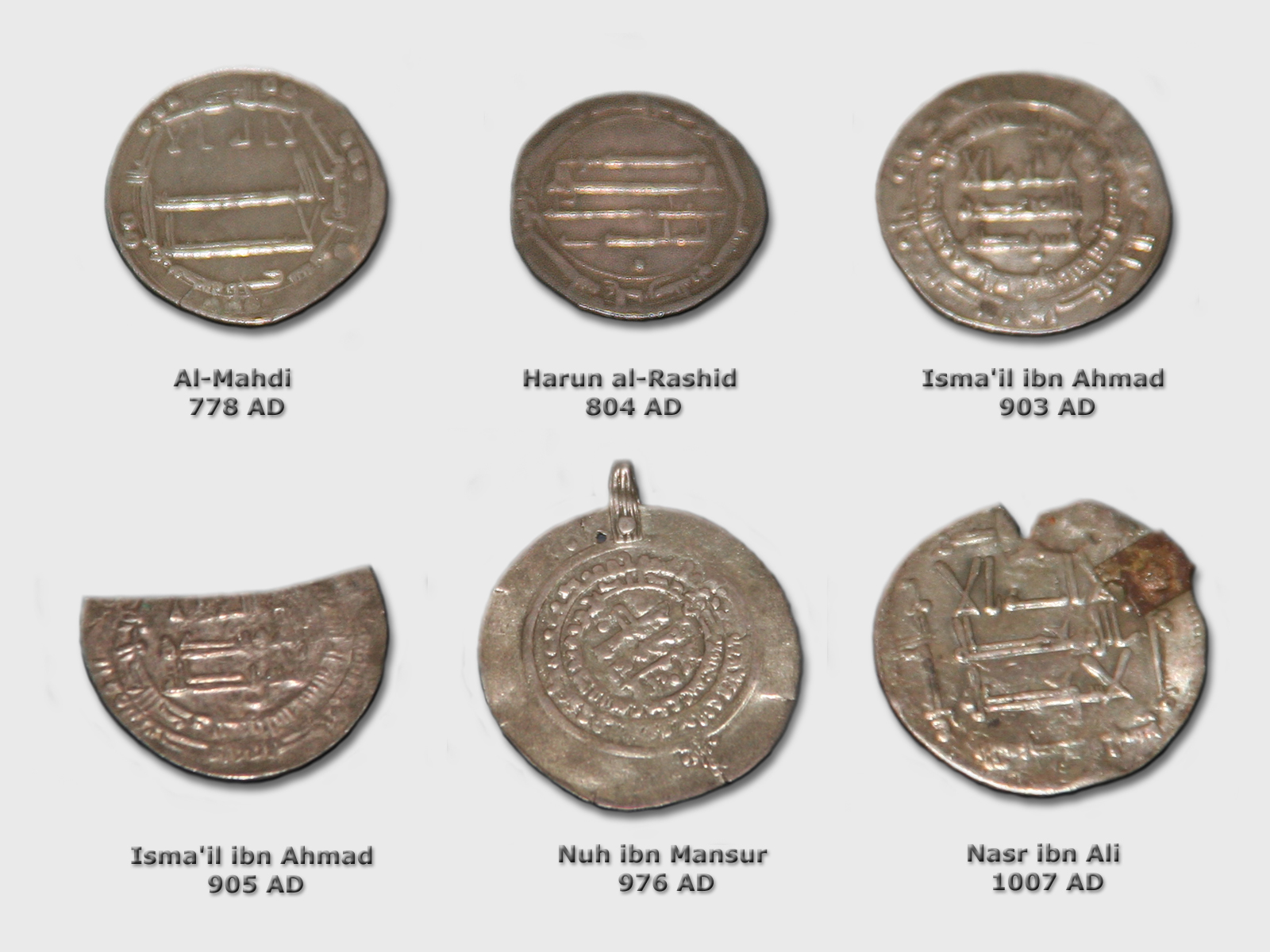
De tresors de dirhams a Estònia

## Arquitectura

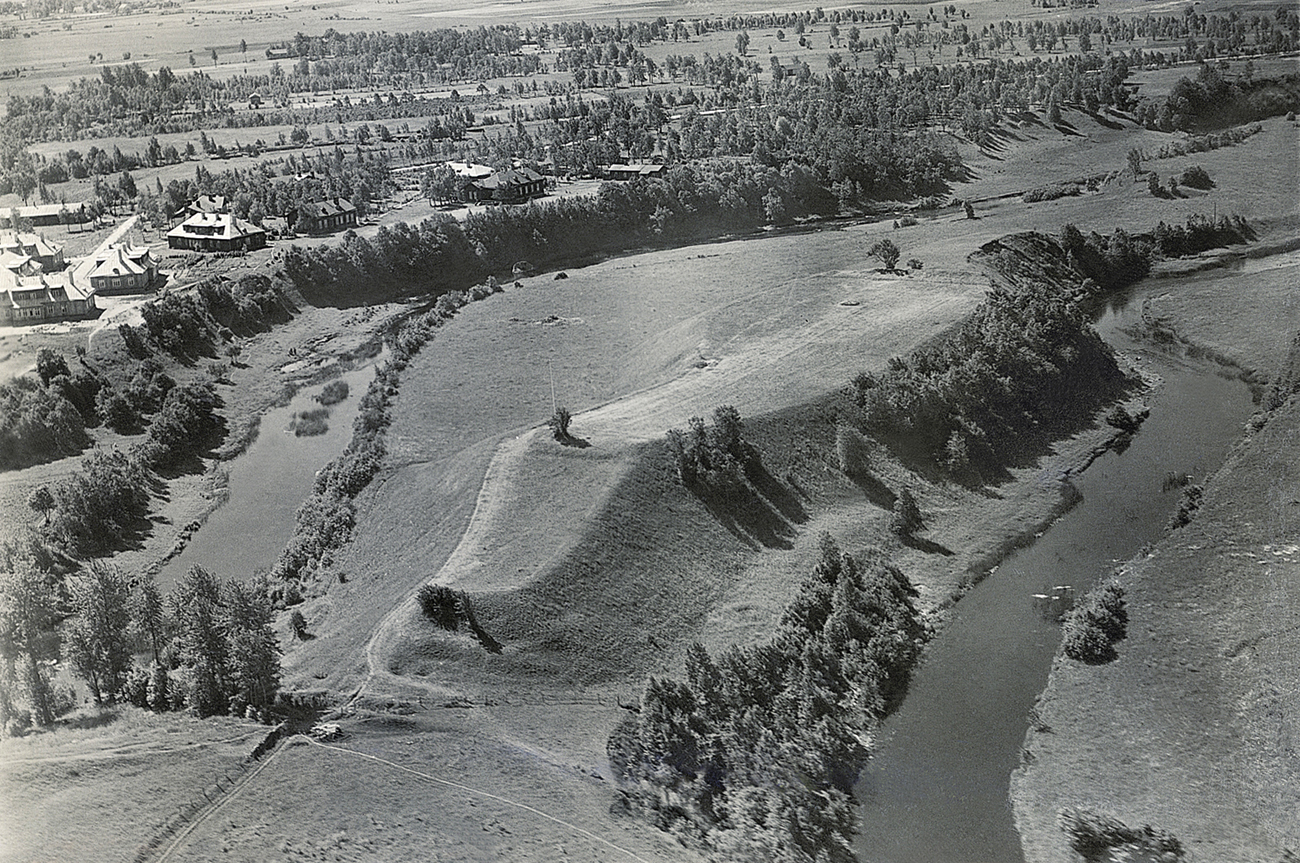
Una foto aèria del fort d'Iru al nord d'Estònia, 1924.